# Ацетоно-бутилове бродіння
Ацетоно-бутилове бродіння — це тип бродіння (ферментації), який призводить до появи переважно ацетону і бутилового спирту у кислому середовищі. 

## Опис

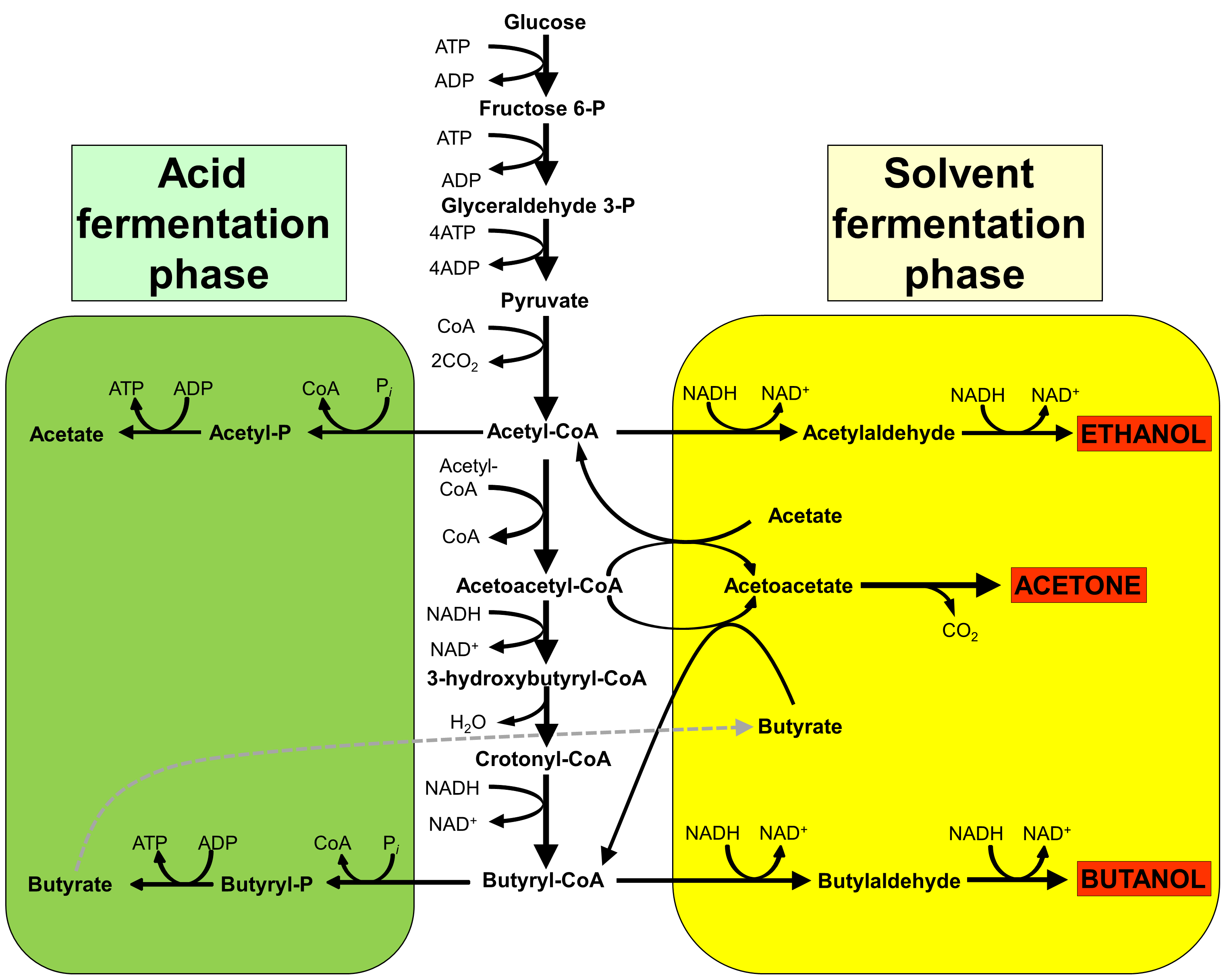
Ацетон-бутанол-етанол (AБЕ) бродіння

Збудниками цього типу бродіння є анаеробні бактерії з роду клостридій (Clostridium acetobutylicum та ін.). Вони спричинюють розкладання вуглеводів, завдяки якому виникає ацетон і бутиловий спирт. Ацетоно-бутилове бродіння було широко використовуване в промисловості до освоєння хімічного синтезу.
Використовується для виробництва біобутанолу.